# قتل رحيم طوعي
القتل الرحيم الطوعي هو إنهاء حياة الشخص بناءً على طلبه من أجل تخليصه من معاناته. كان القتل الرحيم الطوعي (في إي) والانتحار بمساعدة الطبيب (بّي إيه إس) محوري نقاش حاد في السنوات الأخيرة.
تُعد بعض أشكال القتل الرحيم الطوعي قانونية في ولاية فيكتوريا الأسترالية وبلجيكا وكولومبيا ولوكسمبورغ وهولندا وبعض المقاطعات في كندا. سيصبح في الوقت القريب قانونيًا في غرب أستراليا أيضًا.

## تعريف
يكاد الرفض الطوعي للطعام والسوائل (في آر إف إف) (يُدعى أيضًا التوقف الطوعي عن الأكل والشرب) أو رفض المريض للتغذية والسوائل (بّي آر إن إتش) يتماثل مع القتل الرحيم. يصنفه بعض المؤلفون على أنه شكل من أشكال القتل الرحيم السلبي، في حين يعامله آخرون بشكل منفصل لأن وجهة النظر القانونية تتناوله بشكل مختلف وغالبًا ما يُنظر إليه على أنه خيار أكثر أخلاقية. يُقترح الرفض الطوعي للطعام والسوائل في بعض الأحيان كبديل قانوني عن القتل الرحيم في السلطات القضائية التي لا تسمح بالقتل الرحيم.

### الانتحار بمساعدة الغير
الانتحار بمساعدة الغير هو عملية يتلقى فيها الشخص المساعدة في إحداث وفاته، وعادة ما يكون في حالة الأشخاص الذين يعانون من مرض جسدي مزمن، يجري فيه تنفيذ الخطوة الأخيرة في العملية بشكل فاعل من قِبل الشخص المعني. في حالة الانتحار بمساعدة الطبيب (وتدعى أيضًا المساعدة الطبية في الموت، بّي إيه دي)، يقوم الطبيب عن عمد بتزويد مريض مؤهل ذهنيًا ولكنه يعاني، بناءً على طلب المريض، بالوسائل التي ينوي المريض من خلالها إنهاء حياته. يتعارض الانتحار بمساعدة الغير مع «القتل الرحيم الفاعل» عندما تؤخذ أهمية الفرق بين توفير الوسائل والإعطاء الفاعل للدواء القاتل بعين الاعتبار. على سبيل المثال، يسمح القانون السويسري بالمساعدة على الانتحار في حين تظل جميع أشكال القتل الرحيم الفاعل (مثل الحقنة القاتلة) محظورة.

## سجل تاريخي
يذكر أبقراط القتل الرحيم في قسم أبقراط، الذي كُتب بين عامي 400 و300 قبل الميلاد. ينص القسَم الأصلي على ما يلي: «لإرضاء أحدهم، لن أصف دواءً مميتًا ولن أُقدم نصيحة قد تتسبب في وفاته». على الرغم من ذلك، لم يؤمن الإغريق والرومان القدماء عمومًا بضرورة الحفاظ على الحياة بأي ثمن وكانوا، بناءً على ذلك، متسامحين مع الانتحار في الحالات التي لا يمكن فيها تقديم الراحة للمحتضر أو، في حالة الرواقيين والأبيقوريين، حين لم يعد الشخص يهتم لحياته.
جعل القانون العام الإنجليزي، من القرن الرابع عشر حتى منتصف القرن العشرين، الانتحار عملًا إجراميًا في إنجلترا وويلز. لا زالت مساعدة الآخرين على قتل أنفسهم غير قانونية في تلك السلطات القضائية. ومع ذلك، في القرن السادس عشر، وصف توماس مور، الذي اعتبره الروم الكاثوليك قديسًا، مجتمعًا طوباويًا وتصوره على أنه مجتمع من شأنه تسهيل وفاة أولئك الذين أصبحت حياتهم مرهقة نتيجة «العذاب والألم المستمرين».

### العصر الحديث
منذ القرن التاسع عشر، أثار القتل الرحيم مناقشات متقطعة ونشاطًا فاعلًا في أوروبا والأمريكيتين. وفقًا للمؤرخ الطبي إيزكيال إيمانويل، فقد كان توفر التخدير هو الذي فتح الباب أمام القتل الرحيم في العصر الحديث. في عام 1828، مُرر أول قانون معروف لمناهضة القتل الرحيم في الولايات المتحدة في ولاية نيويورك، وحذت العديد من البلدات والولايات الأخرى حذوها على مدى عدة سنوات. بعد الحرب الأهلية، رُوّج للقتل الرحيم الطوعي من قِبل مناصريه، ومنهم بعض الأطباء. بلغ الدعم ذروته في بداية القرن العشرين في الولايات المتحدة ثم نما مرة أخرى في ثلاثينيات القرن ذاته.
في مقال نُشر في دورية نشرة تاريخ الطب، وثق جايكوب إم. أبيل، مؤرخ من جامعة براون، جدلًا سياسيًا مستفيضًا حول مقترحات تشريعية لإضفاء الصفة القانونية على الانتحار بمساعدة الطبيب في كل من ولايتي آيوا وأوهايو في عام 1906. يشير أبيل إلى الناشطة الاجتماعية آنا سوفينا هال - وريثة ثرية شاهدت والدتها تموت بعد معركة طويلة مع سرطان الكبد - التي كانت القوة الدافعة وراء هذه الحركة. وفقًا للمؤرخ إيان داوبيجين، دعت شخصيات عامة رائدة، منها كلارنس دارو وجاك لندن، لتشريع القتل الرحيم.
في عام 1937، أُعلن عن تشريع القتل الرحيم بمساعدة الطبيب في سويسرا طالما أن الطبيب الذي ينهي حياة المريض ليس لديه أية مكاسب من ذلك. خلال هذه الفترة نفسها، عالجت المحاكم الأمريكية قضايا تتعلق بأشخاص مصابين بأمراض خطيرة طلبوا مساعدة الطبيب في الموت وكذلك قضايا تتعلق «بالقتل الرحيم»، مثل قتل آباءٍ لأطفالهم المصابين بعجز شديد.

#### بعد الحرب
خلال فترة ما بعد الحرب، كان من بين أنصار القتل الرحيم البارزين غلانفيل ويليامز (حرمة الحياة والقانون الجنائي) ورجل الدين جوزيف فليتشر («الأخلاق والطب»). بحلول ستينيات القرن العشرين، ازدادت الدعوة إلى نهج حق الموت المتبع في القتل الرحيم الطوعي.

## حجج مؤيدة ومعارضة
منذ الحرب العالمية الثانية والجدال حول القتل الرحيم في الدول الغربية متمحورٌ حول القتل الرحيم الطوعي ضمن أنظمة الرعاية الصحية المنظمة. في بعض الحالات، جعلت القرارات القضائية والتشريعات والأنظمة من القتل الرحيم الطوعي خيارًا مُعلنًا وصريحًا للمرضى وأوصيائهم. يقدم أنصار ونقاد السياسات الرسمية للقتل الرحيم الطوعي الأسباب المؤيدة والمعارضة التالية:

### تأييد
يؤكد أنصار القتل الرحيم الطوعي أن الاختيار هو مبدأ أساسي للديمقراطيات الليبرالية وأنظمة السوق الحرة.
يمكن أن يكون الألم والمعاناة اللذان يشعر بهما الشخص أثناء المرض، حتى مع وجود مسكنات الألم، غير مفهومين بالنسبة للشخص الذي لم يمر بهما. حتى بدون التفكير في الألم الجسدي، غالبًا ما يكون من الصعب على المرضى التغلب على الألم العاطفي لفقدان استقلاليتهم.
أولئك الذين يشهدون موت الآخرين «مقتنعون للغاية» بضرورة تغيير القانون للسماح بالموت بمساعدة الغير.
تعاني المستشفيات اليوم في العديد من البلدان، من نقص في الأمكنة الخالية. يمكن استخدام الطاقم الطبي وأسرّة المستشفيات للأشخاص الذين يمكن إنقاذ حياتهم بدلًا من الاستمرار في حياة أولئك الذين يريدون الموت، وبالتالي زيادة الجودة العامة للرعاية وتقصير قوائم الانتظار في المستشفيات. من العبء إبقاء شخصٍ على قيد الحياة بعد تجاوزه المرحلة التي يمكنه فيها المساهمة في المجتمع، خاصة إذا كان من الممكن إنفاق الموارد المستخدمة على مرض قابل للشفاء.

### معارضة
يجادل النقاد بأن القتل الرحيم الطوعي يمكن أن يعرض الأدوار المهنية لموظفي الرعاية الصحية، وخاصة الأطباء، للخطر. يشيرون إلى أن الأطباء الأوروبيين في القرون السابقة أقسموا قسم أبقراط كما جرت العادة مع بعض الاختلاف، إذ حرّم القسم في شكله القديم القتل الرحيم: «لإرضاء أحدهم، لن أصف دواءً مميتًا ولن أقدم نصيحة قد تتسبب في وفاته...». على أي حال، انتهى استخدام هذا القسم عمومًا منذ سبعينيات القرن العشرين.
يعتبر بعض الأشخاص، ومنهم العديد من المسيحيين، أن بعض أشكال القتل الرحيم أو جميعها غير مقبولة أخلاقيًا. عادة ما يعتبر هذا الرأي القتل الرحيم كنوع من القتل والقتل الرحيم الطوعي كنوع من الانتحار، الذي يجري النقاش في أخلاقياته بشكل دائم.
إذا كان هناك دافع ما للاعتقاد بأن سبب داء المريض أو معاناته قابل للشفاء أو سيكون قابلًا للشفاء في الوقت القريب، فإن الإجراء الصحيح يكون في بعض الأحيان محاولة إيجاد علاج أو الشروع في الرعاية التلطيفية.
جدوى التنفيذ: لا يمكن اعتبار القتل الرحيم طوعيًا إلا إذا كان المريض مؤهلًا عقليًا لاتخاذ قرار، أي لديه فهم منطقي للخيارات والعواقب. قد يكون من الصعب البت بكفاءته أو حتى استيضاحها.
الموافقة تحت الضغط: نظرًا للمسوغات الاقتصادية للقتل الرحيم الطوعي، يشعر منتقدوه بالقلق من إمكانية تعرض المرضى لضغط نفسي من أجل الموافقة على القتل الرحيم الطوعي حتى لا يكونوا عبئًا ماليًا على عائلاتهم. حتى عندما تُغطى التكاليف الصحية بمعظمها من الأموال العامة، كما هو الحال في أغلب البلدان المتقدمة، يشعر منتقدو القتل الرحيم الطوعي بالقلق من أن يكون لموظفي المستشفى حافز اقتصادي لتقديم المشورة أو الضغط على الأفراد للموافقة على القتل الرحيم.
يُستشهد أحيانًا بالقتل الرحيم غير الطوعي على أنه أحد النتائج المحتملة لمغالطة المنحدر الزلق، التي يُزعم فيها أن السماح بحدوث القتل الرحيم الطوعي سيؤدي إلى دعم وتشريع القتل الرحيم غير الطوعي والقتل الرحيم القسري.
تعارض حركة الحق في الحياة القتل الرحيم الطوعي.